# Władysław Wiewiórowski
Władysław Wiewiórowski (ur. 24 maja 1883 w Biezdrowie, zm. 13 stycznia 1919 w Bydgoszczy) – nadleśniczy, działacz niepodległościowy, podporucznik i dowódca wrzesińskiego batalionu powstańczego w powstaniu wielkopolskim, kawaler Orderu Virtuti Militari.

## Życiorys
Urodził się jako syn Ignacego - agronoma, i Marii z Nawrotów. W 1902 r. ukończył Królewskie Gimnazjum Realne w Bydgoszczy. Następnie w 1905 r. odbył jednoroczną służbę wojskową w 2. Baonie Strzelców w Chełmnie. W latach 1903-1908 studiował na Akademii Leśnej w Eberswalde, uzyskując dyplom leśnika. Od 1910 r. mieszkał w Bagatelce i pracował jako nadleśniczy w Miłosławiu pod Wrześnią w majątku Józefa Kościelskiego.
Był żonaty z Emilią Średzińską (1889-1942), córką Antoniego - zarządcy gorzelni, i Bogusławy z Kotkowskich. Miał trzech synów: Andrzeja (ur. 1914), Józefa (ur. 1916) i Macieja (ur. 1918).

## Działalność niepodległościowa i udział w powstaniu wielkopolskim

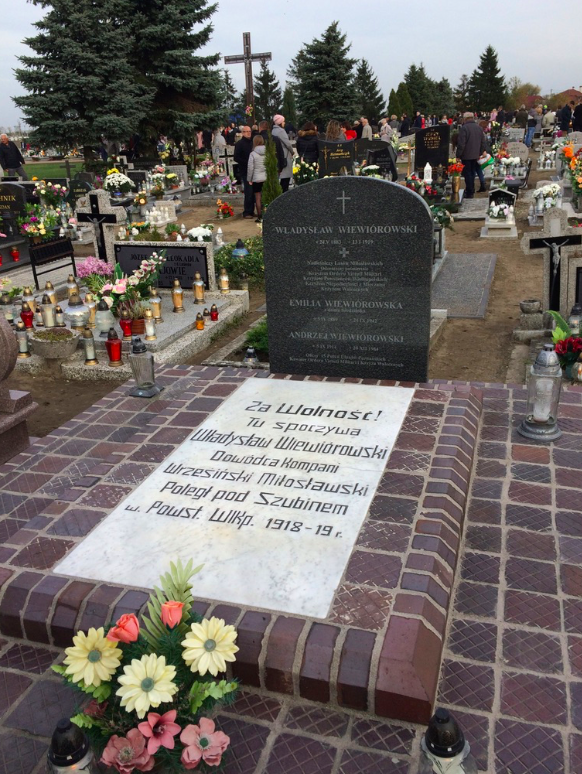
Grób Wiewiórowskich na cmentarzu w Miłosławiu

Działał w zarządzie powiatowym Towarzystwa Gimnastycznego „Sokół” we Wrześni, od jesieni 1918 r. był członkiem Polskiej Organizacji Wojskowej Zaboru Pruskiego. Wspólnie z Kazimierzem Grudzielskim nawiązał kontakt z Mieczysławem Paluchem i Bohdanem Hulewiczem i uczestniczył w konspiracyjnych odprawach w Poznaniu.
W listopadzie tego roku ze zdemobilizowanych żołnierzy pochodzących z Wrześni i Miłosławia Władysław Wiewiórowski utworzył oddziały Służby Straży i Bezpieczeństwa. Z tychże ochotników na polecenie ppłk. Kazimierza Grudzielskiego zorganizował wrzesiński baon powstańczy. 28 grudnia 1918 r. dowodzona przez niego kompania rozbroiła baon niemieckiego 46. pp. stacjonujący we Wrześni, zdobywając broń i amunicję – umożliwiło to uzbrojenie powstańców. Mianowany przez Powiatową Radę Ludową we Wrześni dowódcą batalionu przeprowadził udaną akcję oczyszczenia z wojsk niemieckich  Witkowa, a 31 grudnia zdobył Zdziechowę wraz ze składem broni i amunicji. Następnie w Żninie na Pałukach organizował zbrojną pomoc w ubezpieczaniu wyzwolonego miasta, w trakcie którego został lekko ranny. 8 stycznia 1919 r. dowodził natarciem w krwawej bitwie o Szubin, w której został ciężko ranny i dostał się do niewoli niemieckiej. Zmarł w bydgoskim szpitalu 13 stycznia 1919 r.

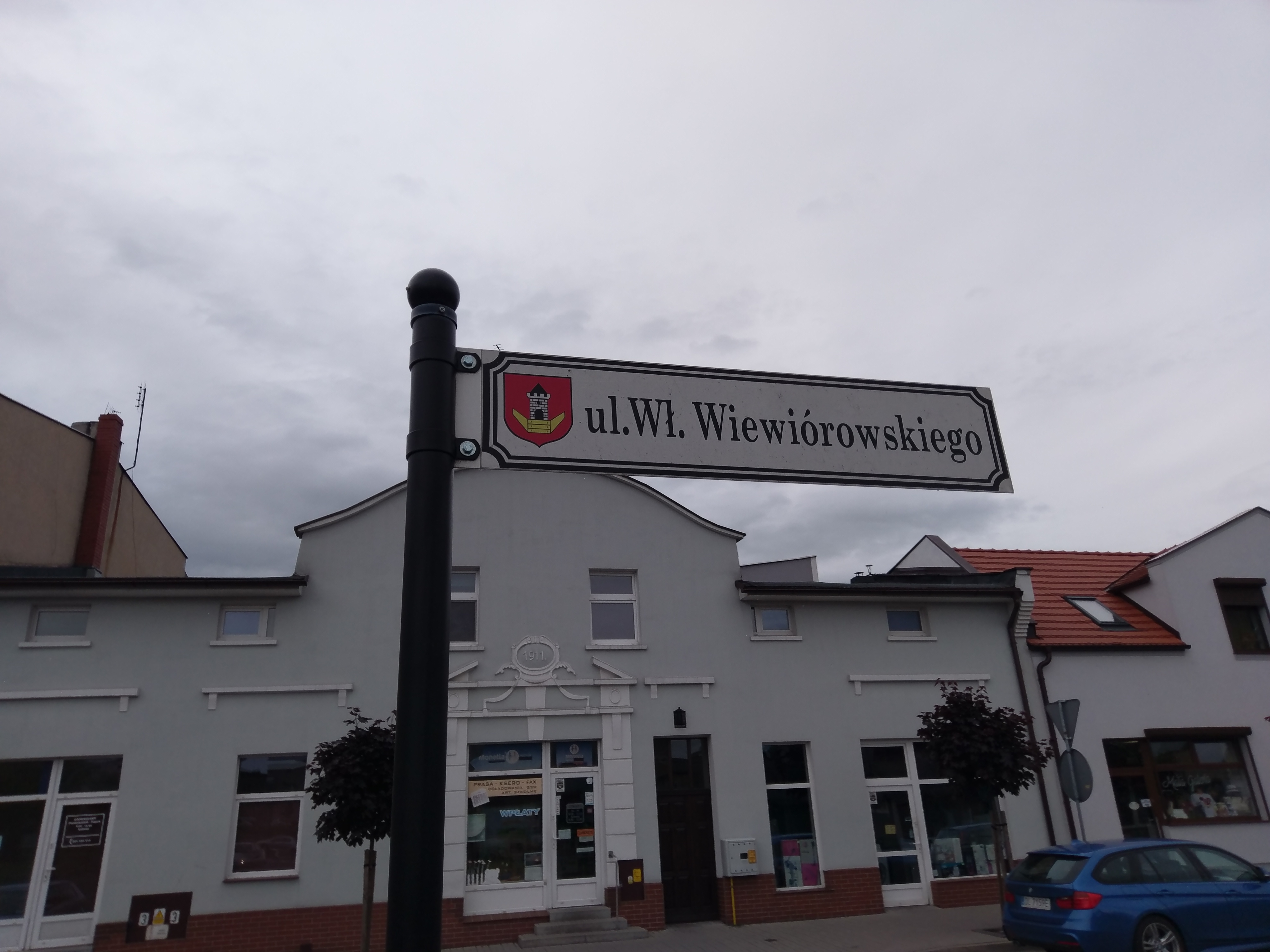
Ulica upamiętniająca Władysława Wiewiórowskiego w Miłosławiu

Pochowano go na cmentarzu parafialnym w Miłosławiu 19 stycznia 1919, a jego pogrzeb przekształcił się w manifestację patriotyczną. We wspólnym grobie spoczywa także jego żona Emilia oraz syn Andrzej (1914-1984), oficer 15 Pułku Ułanów Poznańskich.

## Upamiętnienie i odznaczenia
Pośmiertnie odznaczony został:
- Krzyżem Srebrnym Orderu Wojskowego Virtuti Militari – pośmiertnie, 8 kwietnia 1921 „za walki z niemcami w Poznańskiem”[4][5]
- Krzyżem Walecznych
- Krzyżem Niepodległości z Mieczami
- Wielkopolskim Krzyżem Powstańczym

Jego imieniem nazwano ulice w Szubinie, Miłosławiu, Wrześni i Krotoszynie, został także upamiętniony obeliskiem przy leśniczówce w Bagatelce.
W 2018 r., w Stulecie Odzyskania Niepodległości Regionalna Dyrekcja Lasów Państwowych w Poznaniu wydała komiks poświęcony udziałowi Wiewiórowskiego w powstaniu wielkopolskim: „Wolność w środku lasu”.